# Anthus chloris
Anthus chloris е вид птица от семейство Стърчиопашкови (Motacillidae). Видът е световно застрашен, със статут Уязвим.

## Разпространение
Видът е разпространен в Лесото и Южна Африка.